# Murs (Indre)
Murs é uma comuna francesa na região administrativa do Centro, no departamento Indre. Estende-se por uma área de 21,43 km². Em 2010 a comuna tinha 131 habitantes (densidade: 6,1 hab./km²).